# El conocimiento histórico
El conocimiento histórico es aquel conocimiento que hemos adquirido cuando nos hablan de nuestros ante pasados. Por ejemplo, en las clases de historia que tenemos en la escuela, estamos conociendo sobre la historia de nuestro u otros países

## Sobre el autor
Nacido en Marsella en 1904, fue profesor agregado y, más tarde, doctor en Historia en 1937,Henri Marrou fue primero profesor de historia antigua en la Facultad de Letras de la Universidad de Nancy, posteriormente responsable de la enseñanza de Historia antigua en la Facultad de Letras de Montpellier desde 1940 a 1941, y finalmente profesor de la misma materia en la Facultad de Letras de Lyon, de 1941 a 1945.
Es cofundador (o uno de los primeros colaboradores) de dos empresas académicas: Revue du Moyen-Äge latin y de la colección Sources Chrétiennes.
Desde 1945 hasta 1975 ocupó la cátedra de Historia del cristianismo en la Sorbona. Fue también miembro de la Academia de Inscripciones y Bellas Letras, de la Real Academia de Artes y Ciencias de los Países Bajos, de la Academia de Ciencias de Baviera y de la Sociedad de Anticuarios de Francia.
Hizo campaña por el desarrollo de la cultura y por la profundización de la fe cristiana: en la revista Politique, de 1929 a 1934, y en la revista Esprit de 1933. Resistente, publica en la prensa clandestina (Cahiers du témoignage chrétien, con jesuitas como de Lubac, dominicos como Chenu). En 1948 apareció su Histoire de l'éducation dans l'Antiquité, en 1952 su edición de la Epístola a Diogneto, en 1954 De la connaissance historique (El conocimiento histórico).

## Publicación
- De la connaissance historique. Points Histoire. Paris: Éditions du Seuil. 1954. ISBN 2-02-004301-7. Fue traducido al español por primera vez como El conocimiento histórico (J. M. García de la Mora, trad.). Barcelona: Biblioteca Universitaria Labor. 1968.

## Tesis de la obra
El proyecto del autor se presenta su obra afirmando que «en ella se hallará una respuesta a las cuestiones fundamentales: ¿Cuál es la verdad de la historia? ¿Qué grados y qué límites tiene esta verdad (pues todo conocimiento humano tiene unos límites y el mismo esfuerzo que fija su validez determina el ámbito de su utilidad)?, ¿En qué condiciones puede elaborarse?. Y para resumir ¿cuál es el comportamiento correcto de la razón cuando se aplica al campo de lo histórico?».
Al investigar la naturaleza y el valor del conocimiento histórico, el trabajo rechaza el positivismo de la escuela histórica metódica,en particular Langlois y Seignobos, así como las filosofías de la historia, que esclavizan al historiador a un sistema o una ley.  El autor, «historiador profesional, [que] habla como filósofo» quiere sustituirlos por una filosofía crítica de la historia.
Se inspira así en la obra de Lucien Febvre, Marc Bloch y Wilhelm Dilthey.
Según Marrou, el historiador no encuentra la historia ya hecha cuando realiza el análisis de las fuentes, sino que la construye, a través de un «acto de fe», tras una investigación racional. Para Marrou,

Qu'est-ce donc que l'histoire ? Je proposerai de répondre: L'histoire est la connaissance du passé humain. L'utilité pratique d'une telle définition est de résumer dans une brève formule l'apport des discussions et gloses qu'elle aura provoquées. Commentons-la:
Nous dirons connaissance et non pas, comme tels autres, «narration du passé humain», ou encore «œuvre littéraire visant à le retracer»; sans doute, le travail historique doit normalement aboutir à une œuvre écrite (et nous examinerons ce problème pour terminer), mais il s'agit là d'une exigence de caractère pratique (la mission sociale de l'historien...): de fait, l'histoire existe déjà, parfaitement élaborée dans la pensée de l'historien avant même qu'il l'ait écrite; quelles que puissent être les interférences des deux types d'activité, elles sont logiquement distinctes.
Nous dirons connaissance et non pas, comme d'autres, «recherche» ou «étude» (bien que ce sens d'«enquête» soit le sens premier du mot grec historia), car c'est confondre la fin et les moyens; ce qui importe c'est le résultat atteint par la recherche: nous ne la poursuivrions pas si elle ne devait pas aboutir ; l'histoire se définit par la vérité qu'elle se montre capable d'élaborer. Car, en disant connaissance, nous entendons connaissance valide, vraie : l'histoire s'oppose par là à ce qui serait, à ce qui est représentation fausse ou falsifiée, irréelle du passé, à l'utopie à l'histoire imaginaire (...), au roman historique, au mythe, aux traditions populaires ou aux légendes pédagogiques — ce passé en images d'Epinal que l'orgueil des grands Etats modernes inculque, dès l'école primaire, à l'âme innocente de ses futurs citoyens.
¿Qué es, pues, la historia? Yo propondría esta respuesta: La historia es el conocimiento del pasado humano. La utilidad práctica que se desprende de tal definición es la de resumir en una breve fórmula el aporte de las discusiones y glosas que habrá provocado. Comentémosla: 

Diremos conocimiento y no, como algunos otros, «narración del pasado humano» ni tampoco «obra literaria que pretende describirlo»; sin duda, la labor histórica tiene que conducir normalmente a una obra escrita (y este problema lo examinaremos para terminar), pero se trata aquí de una exigencia de carácter práctico (la misión social del historiador...): de hecho, la historia existe ya, perfectamente elaborada en el pensamiento del historiador, incluso antes de que éste la haya escrito: al margen de las interferencias que puedan producirse entre ambos tipos de actividad, éstos son lógicamente distintos.
Diremos conocimiento y no, como otros, «investigación» o «estudio» (aunque ese sentido de «indagación» sea el primero de la palabra griega ἱστορία), porque esto sería tanto como confundir el fin con los medios; lo que importa es el resultado obtenido mediante la investigación: si no hubiese de alcanzarse con ella, no la emprenderíamos: la historia se define por la verdad que se muestra capaz de elaborar. Al decir, pues, conocimiento, entendemos por tal el conocimiento válido, verdadero; la historia se opone así a lo que podría haber sido, a toda representación falsa o falsificada, irreal, del pasado, a la utopía, a la historia imaginaria (del tipo de la escrita por W. Pater), a la novela histórica, a ese pasado en cromos que el orgullo de los grandes Estados modernos inculca, desde la escuela primaria, en el alma inocente de sus futuros ciudadanos.
Henri-Irénée Marrou, De la connaissance historique, 1954, pp. 29-30 

La relación del historiador con su objeto de estudio se vuelve esencial: la historia es, en efecto, un pasado objetivamente registrado, pero también y necesariamente una intervención del historiador y de su presente, es por tanto «una relación de este pasado a este presente».

## Tabla de contenidos
- Introducción: La filosofía crítica de la historia
  - I. La historia como conocimiento.
  - II. La historia es inseparable del historiador.
  - III. La historia se hace con documentos.
  - IV. Condiciones y medios de comprensión.
  - V. Del documento al pasado
  - VI. El uso del concepto.
  - VII. La explicación y sus límites
  - VIII. Lo existencial en la historia
  - IX. La verdad de la historia.
  - X. La utilidad de la historia
- Conclusión: la obra histórica.
- Apéndice: la fe histórica.[16][17]

## Recepción
Poco después de la publicación de la obra, Antoine Guillaumont acerca su tesis al existencialismo, en un camino intermedio entre el idealismo y una filosofía realista. Considera peligroso el ejercicio, pero elogia el «manual práctico para el historiador perfecto». El economista Henri Guitton aprecia un libro muy entrañable y que invita a la reflexión.
Philippe Ariès es más extenso: «El libro de Henri-Irénée Marrou es particularmente importante porque establece la ruptura de los historiadores más representativos con métodos o filosofías anteriores, pero sobre todo, y ésta es su principal originalidad, porque limita las consecuencias excesivas que corrían el riesgo de llevar a ciertos historiadores, y entre los mejores, hacia un relativismo excesivo». Si Marrou admite que el historiador nunca aprehende el pasado directamente, sino a través de sí mismo, quiere salvar la noción de verdad histórica, a la que Ariès compara «el valor antiguo y cristiano de lo universal».